# Traugott Sandmeyer
Traugott Sandmeyer (Wettingen, 15 de setembro de 1854 — Zollikon, 9 de abril de 1922) foi um químico suíço.
Descobriu em 1884 a reação de Sandmeyer. Foi professor de química orgânica, embora não tivesse graduação em química.

## Vida
Sandmeyer foi o caçula em uma família de sete filhos, e frequentou a escola em Aarau, estudando com o intuito de tornar-se mecânico. Seu amigo J. Gustav Schmidt estudava química no Instituto Federal de Tecnologia de Zurique, e o trabalho cooperativo de ambos em realizar experimentos aproximou Sandmeyer da química.
em 1882 Sandmeyer começou a lecionar química no Instituto Federal de Tecnologia de Zurique, subordinado a Viktor Meyer, tendo ambos estudado a síntese do tiofeno, recém descoberto por Meyer. Quando Meyer foi para a Universidade de Göttingen, Sandmeyer foi junto, mas depois de um ano retornou a Zurique, indo trabalhar com Arthur Rudolf Hantzsch.
Sandmeyer iniciou a trabalhar na indústria em 1888, juntamente com Johann Rudolf Geigy-Merian, proprietário da indústria química J. R. Geigy & Cie (depois Ciba Geigy, atualmente Novartis). Sandmeyer desenvolveu diversos corantes e inventou uma nova síntese do anil.